# ヘチマ
ヘチマ（糸瓜、天糸瓜、学名: Luffa aegyptiaca）は、インド原産のウリ科の一年草。また、その果実のこと。日本には室町時代に中国から渡来した。別名、イトウリ、トウリ。

## 名前の由来
本来の名前は果実から繊維が得られることから付いた糸瓜（いとうり）で、漢名（中国植物名）で絲瓜（しか）と呼ぶ。若い実を食用にする鹿児島では「いとうり」とよばれて親しまれている。
和名ヘチマの由来は、一説にはイトウリが後に縮まって「とうり（と瓜）」と転訛し、「と」は『いろは歌』で「へ」と「ち」の間にあることから「へち間」の意で「へちま」と呼ばれるようになったとされている。今でも「糸瓜」と書いて「へちま」と訓じる。沖縄では「ナーベーラー」とよばれるが、これは果実の繊維を鍋洗い（なべあらい）に用いたことに由来するという。
なお、中国から渡来した黒胡麻、通称黒芝麻（hei zhima) がヘチマと聞こえること、沖縄にはゆでた糸瓜に黒芝麻（ヘチマ）をかけたナーベーラー田楽という料理があることなどから、呼称違いではないかという説もある。
また、耐病性へちま品種に「浜名」、「天竜」、「浜北」、「あきは」など、静岡県西部の地名にちなんだ名称がつけられているのは、同県浜松出身の織田利三郎が明治時代に輸出振興のためヘチマの生産力を上げる改良に尽力したことによる。

## 分布・栽培史
インドや東南アジアが原産といわれる熱帯アジア原産のつる性の一年生植物。インドや中国が原産の中枢とみられ、中南米、東南アジア、韓国、台湾など熱帯から亜熱帯にかけて広く分布している。現在各地で栽培されている。日本に入ってきたのは、中国を経由して1600年代と推定されており、『多識篇』（1630年）に記載が見られる。また江戸時代に貝原篤信が書いた『菜譜』（1714年）や、薩摩藩の農事指導書である『成形図説』（1804年）には食べ方についての記述があり、ヘチマが古くから食用にされていたことがわかる。
明治中期、浜松市内で雑貨店を営んでいた織田利三郎は貿易商の助言で農産物の輸出に目をつけ、前田正名の指導のもと、日本の輸出農産物であったヘチマ、落花生、ショウガなど特殊な農産物の生産向上に励んで静岡県内の生産額を劇的に増やし、とくにヘチマは1900年まで8万円だったものを1917年には4、5千万円に引き上げた。パリ万国博覧会 (1900年)では日本産ヘチマの宣伝のため、ヘチマで作ったゾウを展示したほか、1907年に「静岡県生姜、糸瓜、蕃椒、落花生同業組合」を設立、1909年のシアトル博覧会や1910年の日英博覧会など、多くの国内外の博覧会に出品し、受賞も多数獲得した。
- ヘチマの生産向上に尽力した織田利三郎（1857 - 1923年）
- 利三郎が出品したヘチマ（下は遠州しょうが）

## 形態・生態

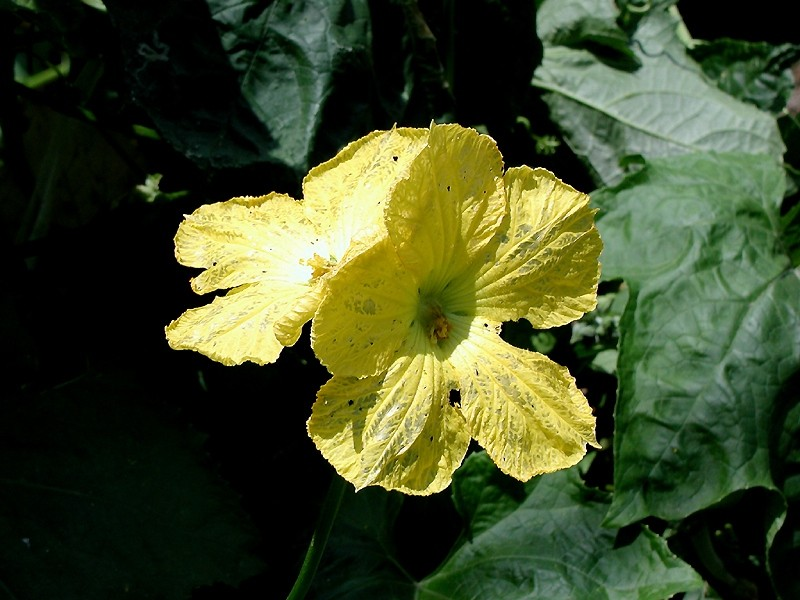
ヘチマの花

ウリ科のつる性一年生草本。種子から発芽すると、濃緑色の子葉を展開する。茎は長く伸びて5 - 8メートル (m) に達し、無毛で5つ稜と多数の節があり、分岐した巻きひげで他のものに絡みつきながら生長する。ふつう親づるの5 - 10節あたりから3 - 6本の子づるが発生し、15節以上で孫づる、ひ孫づるが発生する。巻きひげは細長く、先端は分岐する。葉は濃緑色で、長い葉柄がついて互生し、葉身は縦横20 - 30センチメートル (cm) の大きさに達し、掌状に3 - 7に深裂する。葉の先端はとがるが、下葉は波状に裂けて3 - 6角となる。
雌雄同株で雌雄異花。花期は夏（7 - 9月）で、雌花と雄花に分かれており、直径8センチメートル (cm) 内外の黄色い5裂した花を咲かせる。雄花は総状花序につき、15 - 20 cmの長い花柄に15前後の花を生じて、下からおおよそ1日に1花が開花する。雌花は独立してつき、基部に棒状の子房がある。子房は3室、花柱は1本で、柱頭が3裂または2裂する。虫媒花で、早朝から開花が始まり、生育初期は雄花が多く、中期は雄花と雌花がつき、後期になると雄花が増加する着花習性を持っている。自家和合性で同一株で受粉が可能である。雌花が受粉すると、子房が発達して果実となる。1株で実らせることができる果実数の関係から、開花までに至らず、蕾が落ちてしまう雌花も多い。染色体数は 2 n=96。
着果は孫づる、ひ孫づるに多く、果実は円筒形で細長く、大きなキュウリのような形をしている。果実は少しわん曲することもあり、長さは通常40 - 60 cm程度であるが、長果種は1 - 2 mに達するものもある。果皮は緑色で、濃い細い条斑があり、実が成熟すると果面に浅い溝や網状斑を生じる。果肉は厚く、内外2つの部分からなり、未熟果は外皮が厚く、成熟すると内皮部が発育肥大して、果肉内に網目状の繊維が発達する。果実は成熟後、次第に乾燥し、種子の周囲が繊維で支えられた空洞となる。そのころになると果実の先端が蓋のように外れ、果実が風で揺れる度に、ここから遠心力で種子が振り出されて飛び出す。原産地で野生植物であったときには、こうして一種の投石器のような機構で種子散布を図っていたと考えられる。
果実1つの中には、種子が150 - 200粒含まれる。ヘチマの種子は、長さ14 - 15ミリメートル (mm) 、幅8 mmほどの偏平な長卵形で、スイカの種子のように黒くて平べったい。種子の発芽年限は、通常2 - 3年である。

## 栽培
夏場に、窓や庭に日陰を作るために植えられている。強健で作りやすい植物で、肥沃な土地であれば栽培は容易である。高温多湿を好む性質で、生育適温は25 - 30度、生育最低気温は10度、生育最高気温は35度程度で、果菜類の中でも高温の部類に入る。土地適応性はかなり広いほうであるが、適度な湿度のある肥沃な砂壌土が適しており、湿地や乾燥地は栽培に適しない。土壌酸度も適応幅は広いが、pH 5.0 以下では生育が劣る。連作は避ける。
強靱で栽培は容易であるが、栽培する土壌は病虫害の対策のため消毒が必要で、石灰を播いて、排水をよくするために植え付けする位置に畝をつくる。発芽温度が高いので、25 - 28度で種を播いて発芽させ、子葉が展開したら育苗のため鉢上げして20 - 30度で管理する。タネはかなり大きいので、覆土は1 - 2 cmぐらいにする。晩霜の心配がないころ、草丈40 - 50 cmになった苗を、株間は3 mほどあけて定植する。つるが伸びてきたら、高さ2 - 4 mぐらいの支柱や棚を立てたりネットを張ってつるを誘引してやり、その後は誘引や整枝は行わない。株元は敷きわらを行って乾燥防止を図ったり、乾燥期には水やりも必要になる。ヘチマをとるほか、緑陰としての人気が高まっている。
病虫害で大きな被害に見舞われることは稀であるが、病害としては、モザイク病、斑点病、しり腐病、つる割病、べと病、炭そ病にかかることがある。害虫はネコブセンチュウ類があるほか、ワタアブラムシ、ワタヘリクロノメイガ、ウリハムシ、タネバエ、ハダニ、キボシマルトビムシなどがある。
一般には普通栽培が行われており作形の分化はあまり見られないが、ビニールハウスによる早期出荷のための促成栽培と、輪作や間作による半促成栽培が一部で行われている。
東南アジアや中国、台湾では、未熟果を年中青果として市場出荷用や自給用に、熟果は繊維用に利用するため栽培している。日本における栽培の中心地は、鹿児島県、沖縄県、宮崎県などの南九州と、静岡県である。昭和40年代ごろまで栽培面積は300ヘクタール (ha) ほどあり、その大部分は静岡県における繊維採取用の栽培であったが、工場製品に需要を奪われて著しく減少した。

### 栽培品種
- 食用種
果実は成熟すると長さ1 m、直径9 cmていどになる。果皮はなめらかで、首部がやや細く、胴部がやや太い。青果用に栽培されており、収穫する果実は長さ50 cm、直径5 cmくらいの幼果で、果肉はやわらかく、特有の香りと甘味が好まれる。産地では、果実の上下の太さが変わらず、長さが短くて曲がりがない系統選抜を続けている[21]。
- だるま（達磨）
静岡県で繊維用として輸出向けに栽培されているもので、「大だるま」「改良だるま」「耐病だるま」「鶴首」ほか数品種ある。「大だるま」は長さ30 cmほどの短果で、繊維が緻密である[21]。「改良だるま」は、大だるまと鶴首の雑種から育成された品種で、首が細い長果で繊維が緻密であるが、現在は用いられない[21]。「耐病だるま」は、「改良だるま」の中からつる割れ病に強い系統を選抜したものである[21]。「鶴首」は、果実が中太で長さ70 - 90 cmになり、首から胴にかけて細く、繊維は緻密である[21]。また、静岡県では耐病性や収量に優れた育種を目的に、「改良だるま」からの選抜で「北浜」「浜名」が育成され、天竜と浜北の雑種後代から「あきは」が育成されている[21]。
- 長へちま
別名「九尺へちま」ともよばれる中国の品種で、果実は長さ1 - 2 m、直径6 - 9 cmと非常に細長い[21]。観賞用や繊維用に栽培される[21]。

## 利用
若い果実は軟らかく食用に、成熟した果実は強い繊維性の網状組織が発達するので、たわしや靴の底敷きなどに用いられる。また、つるの切り口から「へちま水」を採取して、鎮咳、利尿薬、化粧水に用いられる。

### 食用

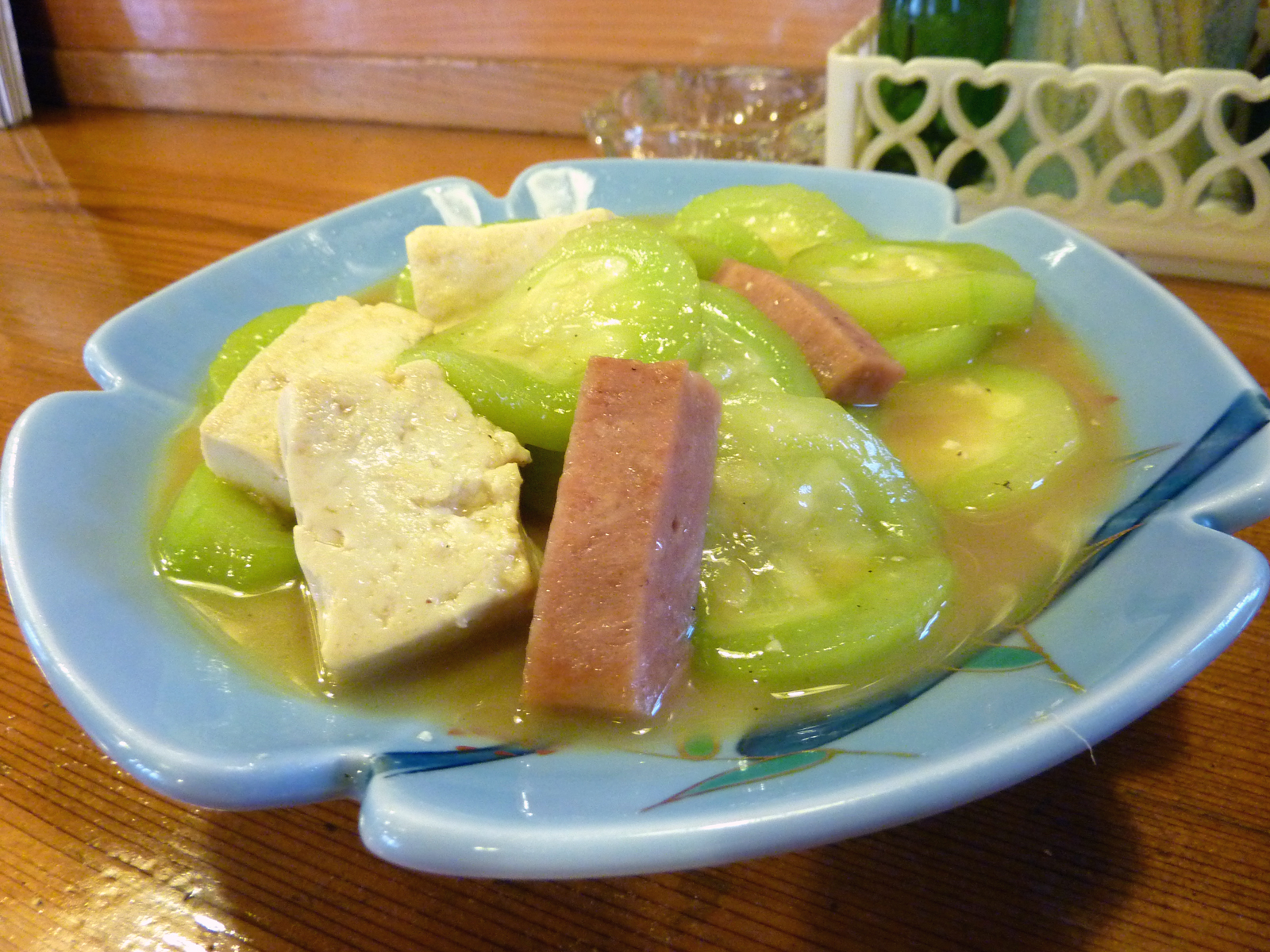
ナーベラー・ンブシー

夏から秋にかけて、開花後10日前後の繊維のやわらかい若い果実が食用とされており、食材としての旬は6 - 8月とされる。繊維が未発達の若い果実には独特の風味があり、固い皮を剥いて果肉を加熱するとナスのようなとろりとした食感がある。味は淡泊で、ウリ科特有の香りとほのかな甘味がある。
ヘチマに含まれる栄養素は、100グラム (g) あたりの熱量が16キロカロリー (kcal) ほどで、ビタミンC、ビタミンK、β-カロテンやミネラルが豊富に含まれている。約95パーセントは水分であるが、この水分の中にミネラルが含まれており、無駄なく摂取するためには煮汁ごと食べる料理が向いている。なお、ヘチマの一部の株においてククルビタシンを非常に多く産生するものが混じって流通することがあり、自家栽培したものなどを苦味を我慢して食べたことによる食中毒事例（嘔吐や下痢等）もある。そのため、ゴーヤー（ニガウリ、ツルレイシ）に比べて苦味の強いものには注意する必要がある。
日本では、南九州や南西諸島で汁物や煮物、炒め物、和え物、天ぷらなどに用いる。沖縄では味噌味の蒸し煮である「ナーベラー・ンブシー」として食べるのが代表的で、シチューやカレーなどの洋風料理にも用いられる。南九州では、煮物や揚げ物などにしたり、味噌汁の具にすることが多い。台湾では小籠包の具としても使用する。
なお、天保年間に初版が刊行された『漬物塩嘉言』では粕漬（糸瓜粕漬）が紹介されている。

### へちま水
秋に実が完熟した頃、地上30 - 60 cmほどの所で蔓（茎）を切り、根側の切り口をビン容器に差し込んで、口元を綿栓で塞いでしばらく置くと、根から吸い上げられた水がビン容器に溜まり、この液体のことをへちま水（へちますい）という。根まわりに水を十分与えておくと、数日で500 - 2000 ccほどの液が採れる。
化粧水として用いるほか、民間薬としては飲み薬や塗り薬として用いられる。含有成分は、ヘチマサポニン、硝酸カリウム、ペクチン、タンパク質、糖分などである。カリウムイオンによる緩和な皮膚軟化作用と、わずかな量のサポニンによる浄化作用があり、またカリウムのアルカリ性とサポニンにより去痰作用があるといわれる。正岡子規の句「痰一斗糸瓜の水も間に合わず」はこの咳止めの効能に関わるものである。
化粧水として保存するときは、煮沸して冷ましたヘチマ水500 ccに対し、グリセリン100 ccと日本薬局方アルコール100 - 300 ccを加えて濾過し、香料が適量加えられる。
飲み薬としては咳止め、むくみ、利尿に効くとされ、塗るとあせも、ひび、あかぎれ、肌荒れ、にきび、日焼け後の手当てにも効くとされる。そのままでは防腐剤が入っていないため腐りやすいので煮沸、濾過をして冷蔵庫にしまい、使う時だけ取りだすと長持ちする。民間療法では、痰切り、咳止めにヘチマ水600 ccほどを半量になるまでとろ火で煮詰め、食間に3回に分けて服用するか、ヘチマ水でうがいする用法が知られている。妊婦への服用は禁忌とされる。

### たわし

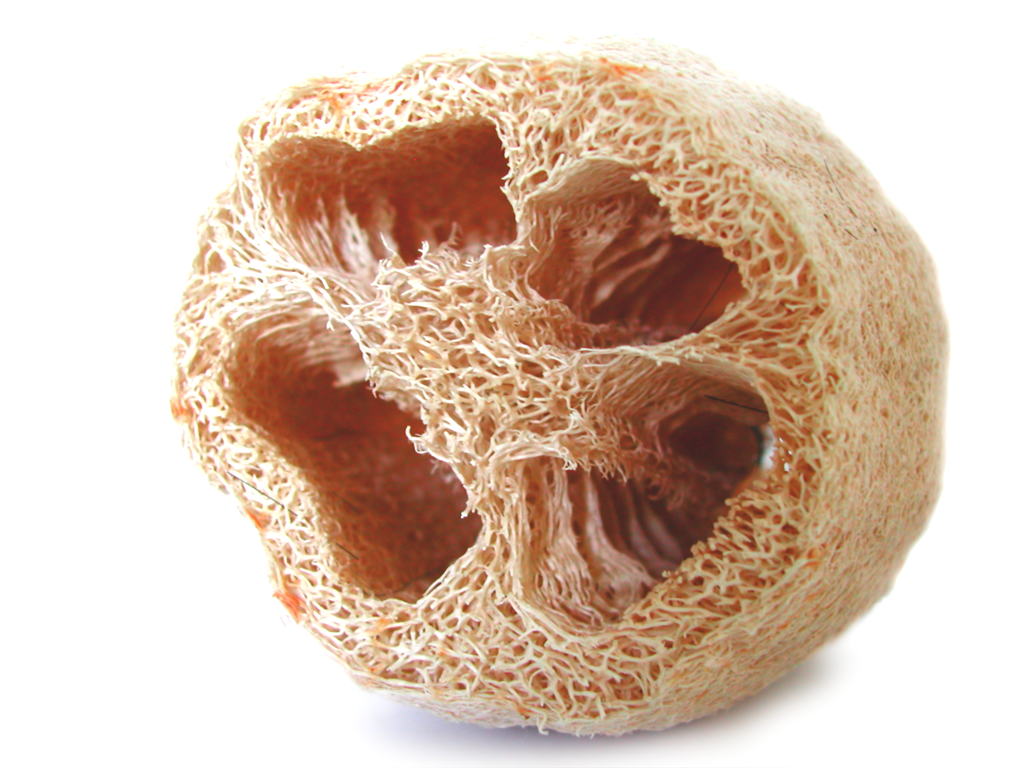
へちまタワシ

晩秋に茶色くなった果実を、水にさらして軟部組織を腐敗させて除き、繊維だけにして、たわしを作る。果実の先端（雌しべのある方）を地面などに軽く叩きつけて、蓋のようになっている部分を開いて取り除いて水にさらす。他にも、完熟して乾燥した果実の皮を剥いて中身の種を取り出す方法のほか、煮て中身を溶かして作ったり、酵素剤を使って中身を溶かす方法で作ることができる。産地には、江戸時代から静岡県浜松市・袋井市がある。
また、繊維を加工して装飾用、靴の中敷き用などに用いる。静岡県は、イギリス、西ドイツ、フランス、アメリカなど二十数カ国に輸出してきた経緯があるが、化学製品に押されて栽培が減少した。

### 学習教材
1年で発芽、開花、受粉、結果、枯死し、雄花と雌花によって他家受粉することから、日本では小学校の理科教材として使用される。

## 近縁種
トカドヘチマ
トカドヘチマ（十角糸瓜、学名: Luffa acutangula (L.) Roxb.）の果実には表面のしわと10本のとても硬い稜角があり、そこから名前が付けられた。日本での経済栽培はないが、インドや中国などでは野菜としての用途が主たる栽培目的である。トカドヘチマの葉と茎にはナッツ系の独特の臭気がある。タワシを作る場合は、完熟乾燥すると果実が硬く加工が難しくなるので、やや緑がかった状態が適している。繊維採取用の種類より幾分果実が小さく、長さ30 cm、直径9 cm程度の短果である。小さい果実であれば原型を活かしたままタワシにすることができる。染色体数 2 n=26。
トゲヘチマ

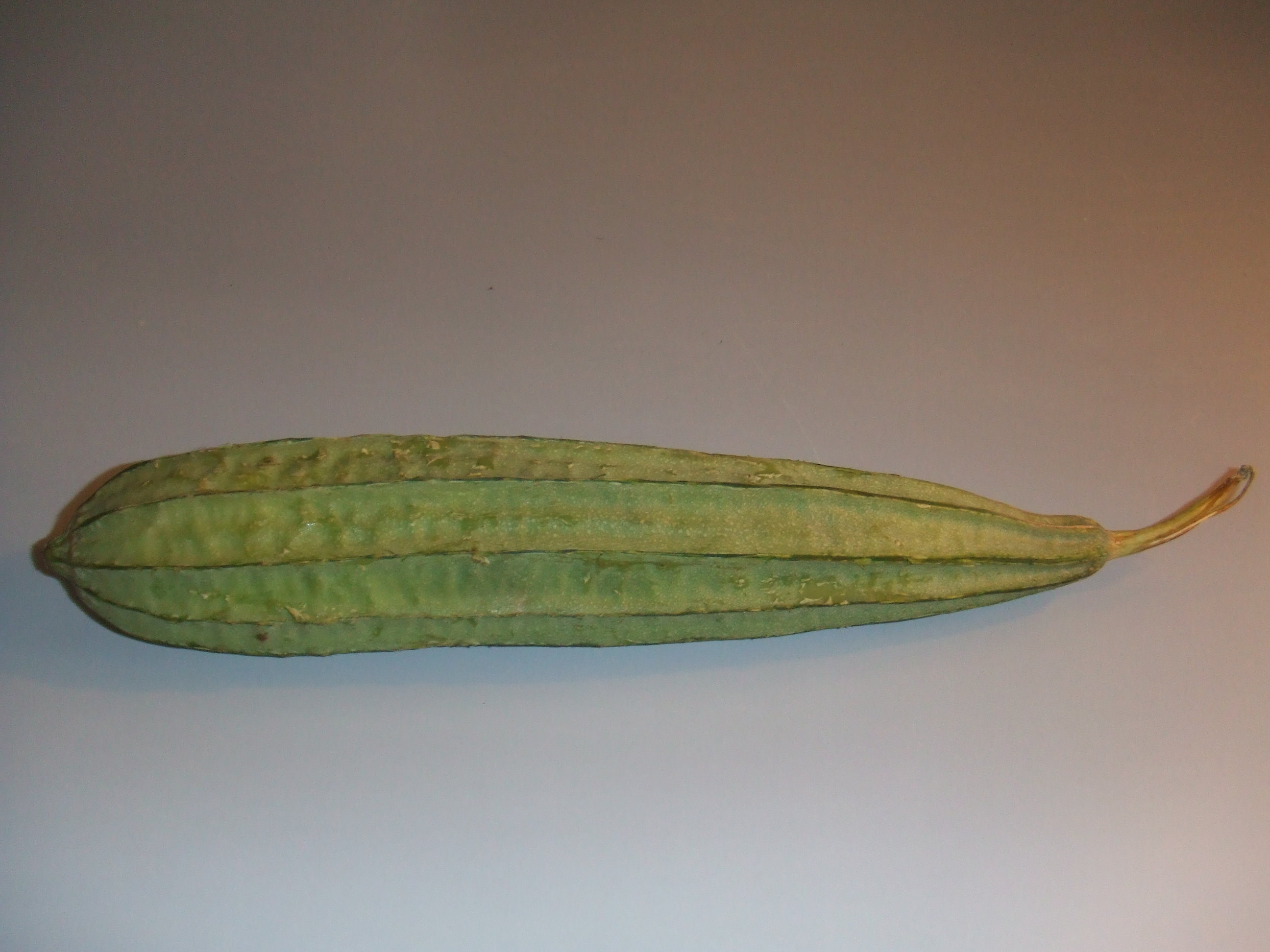
トカドヘチマ
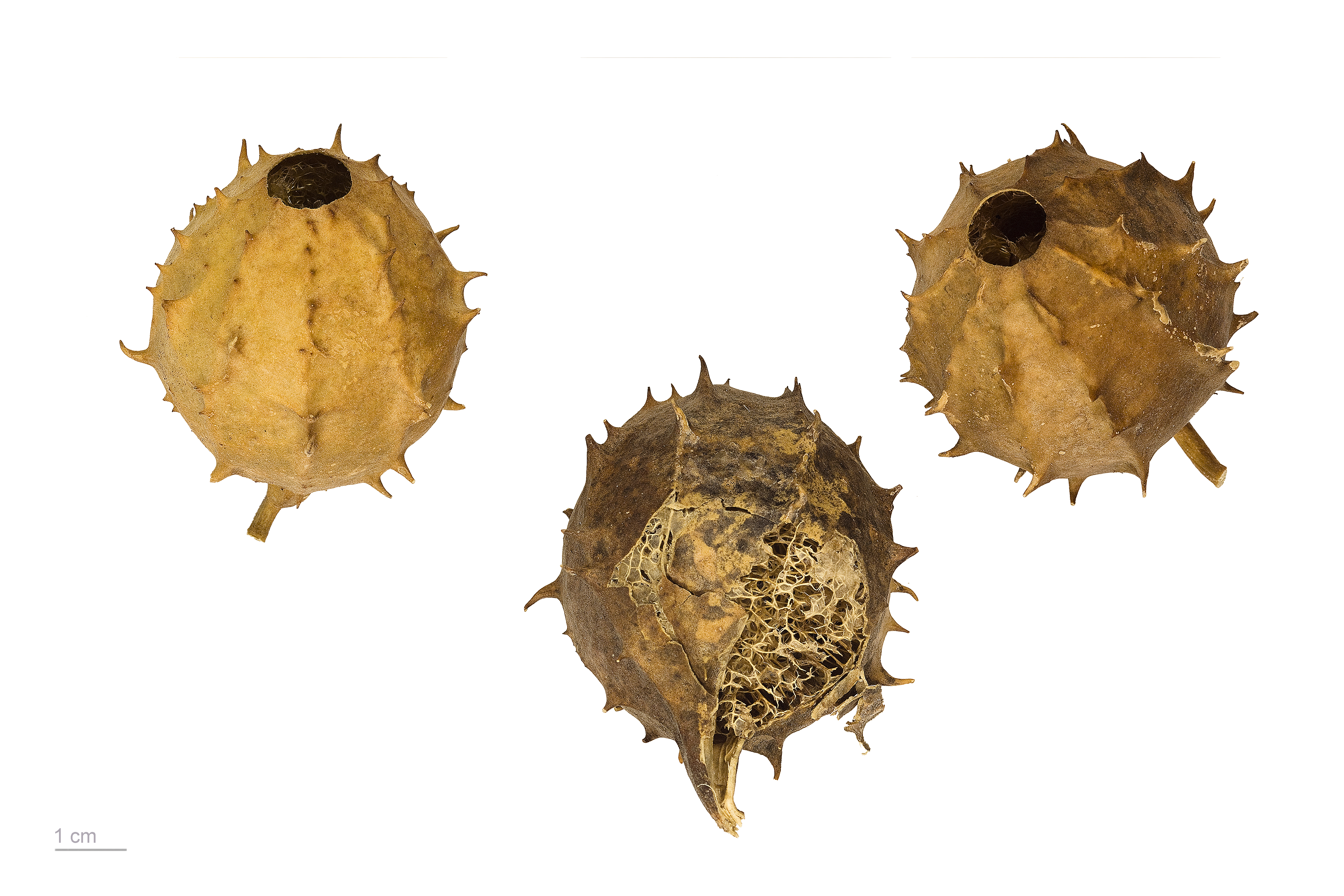
トゲヘチマの果実
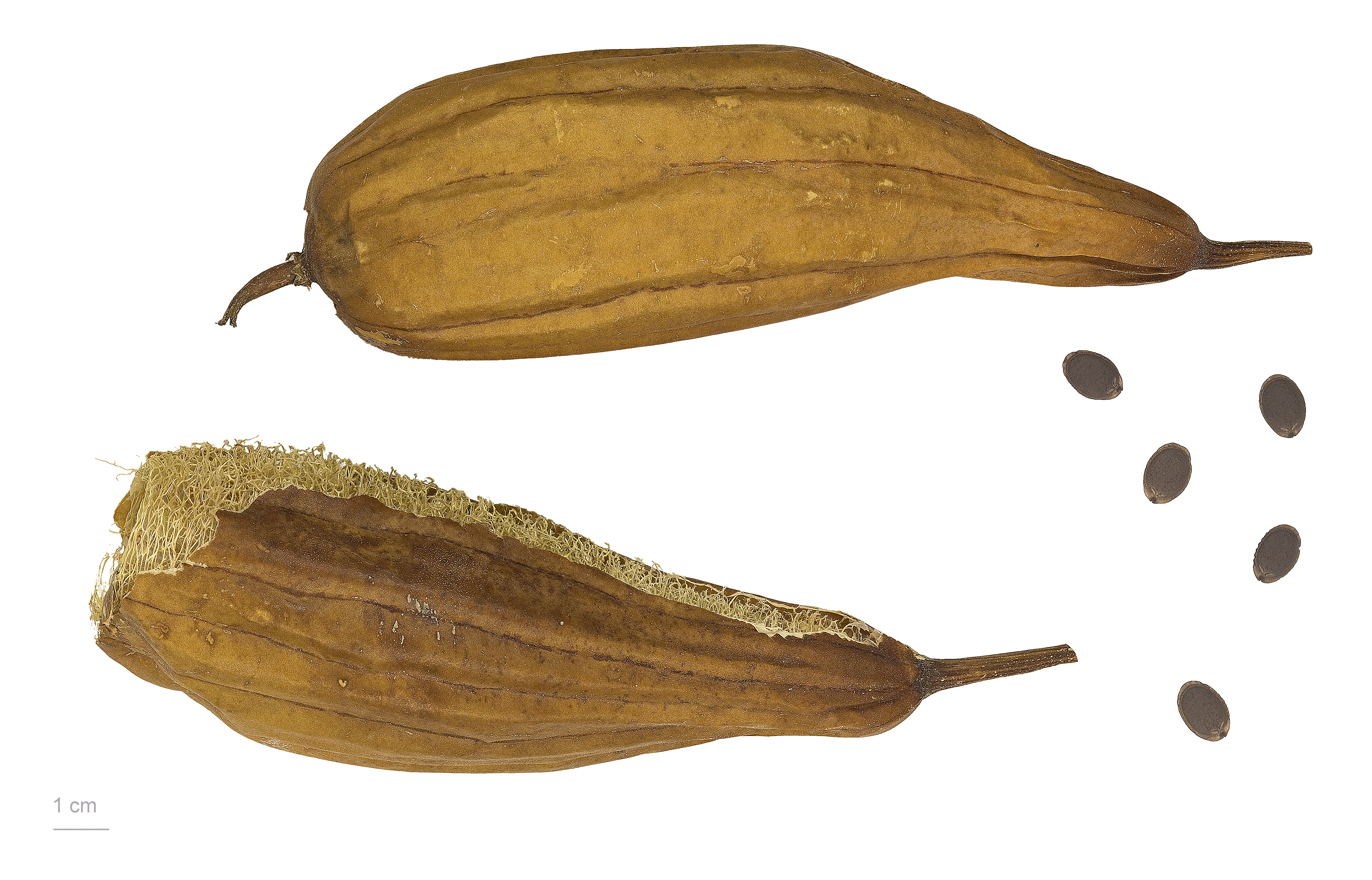
エジプトヘチマ